# Charles Defrémery

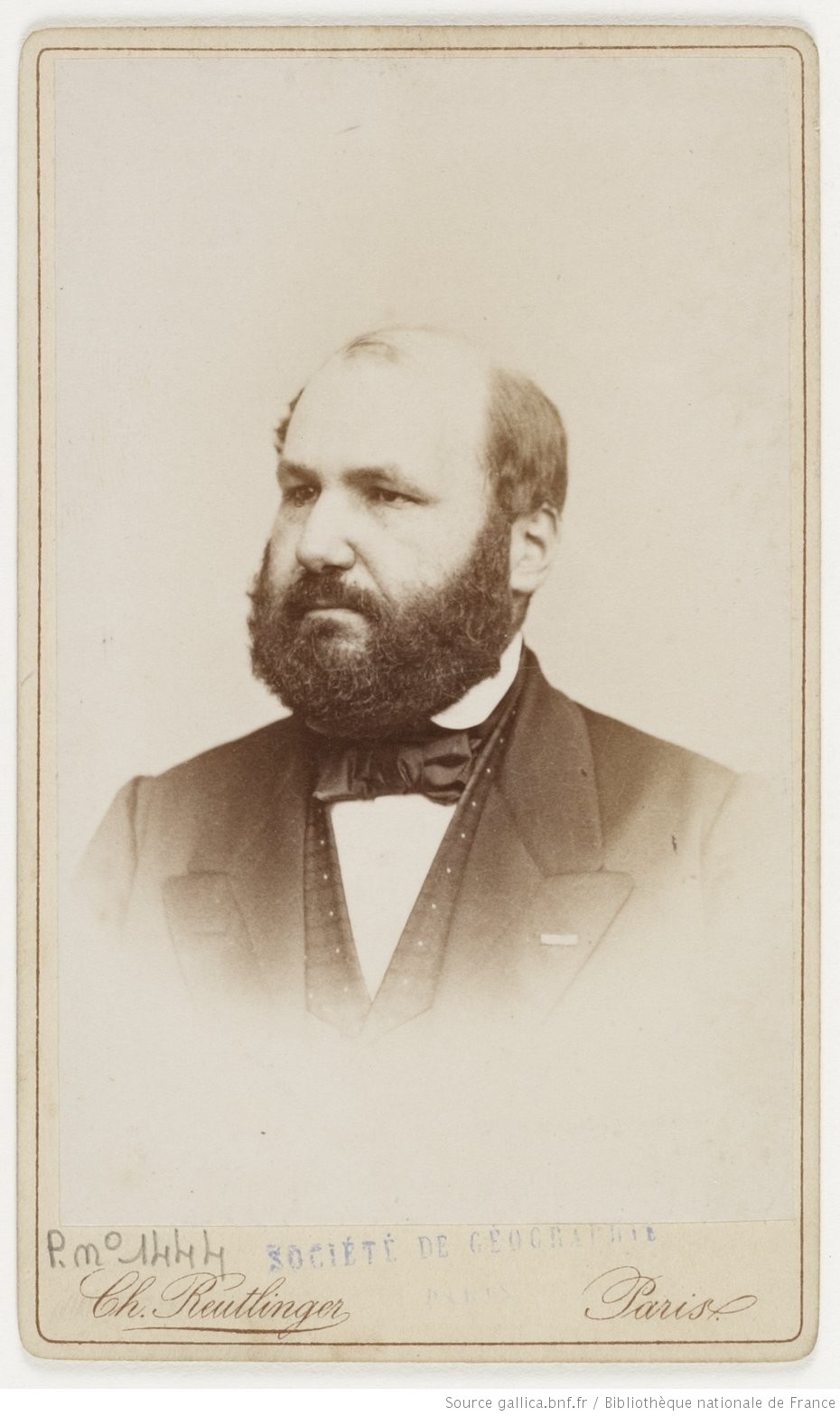
Charles Defrémery

Charles François Defrémery (* 8. Dezember 1822 in Cambrai; † 18. August 1883 in Saint-Valery-en-Caux) war ein französischer Orientalist, der auf die Geschichte der arabischen und persischen Literatur spezialisiert war.

## Leben
Defrémery war Inhaber des Lehrstuhls für Arabische Sprache und Literatur am Institut national des langues et civilisations orientales und Mitglied der Société asiatique mit Sitz in Paris. 1860 wurde er zum korrespondierenden Mitglied der Akademie der Wissenschaften in St. Petersburg in der Abteilung für Orientalische Manuskripte ernannt. Er wurde 1869 zum Mitglied der Académie des inscriptions et belles-lettres gewählt. Seit 1871 hatte er den Lehrstuhl für Arabisch am Collège de France inne. Er veröffentlichte Übersetzungen einiger Schriften arabischer und persischer Autoren, darunter Mirkhond, Saadi und Hondemir.
Er ist Autor zahlreicher Schriften, die zum Teil unter dem Titel Mémoires d’histoire orientale veröffentlicht wurden. Nach der Entdeckung des Originalmanuskriptes des Reiseberichts von Ibn Battūta (1304–1368 oder 1377) durch die Franzosen in Marokko arbeitete Defrémery mit Beniamino Raffaello Sanguinetti von 1853 bis 1858 an seiner Übersetzung und Herausgabe. Zusammen mit der französischen Übersetzung erschien es in vier Bänden in der Reihe Collection d’ouvrages orientaux der Société asiatique. Die englische Übersetzung  von Hamilton Alexander Rosskeen Gibb (The Travels of Ibn Battuta), in verschiedenen Bänden bei der Hakluyt Society erschienen, basiert auf dem arabischen Text dieser Ausgabe.

## Publikationen
- Histoire des sultans du Kharezm, par Mirkhond. Texte persan, accompagné de notes historiques, géographiques et philologiques. 1842.
- Histoire des Samanides, par Mirkhond. Texte persan, traduit et accompagné de notes critiques, historiques et géographiques. 1845.
- Mémoire sur les Émirs al-Oméra. Imprimerie Nationale, Paris 1848.
- Fragments, de géographes et d’historiens arabes et persans inédits, relatifs aux anciens peuples du Caucase et de la Russie méridionale. Impr. Nationale, Paris 1849. (Digitalisat)
- Mémoires d’histoire orientale, suivis de Mélanges de critique, de philologie et de géographie. (1854) (Digitalisat)
- Gulistan, ou le Parterre de roses, par Sadi, traduit du persan et accompagné de notes historiques, géographiques et littéraires. 1858.
- mit B. R. Sanguinetti (Hrsg. u. Übers.): Voyages d’Ibn Batoutah. 4 Bände. 1853–1859. (Digitalisat, mit Indexband)